# Obsjtina Dupnitsa
Obsjtina Dupnitsa (bulgariska: Община Дупница) är en kommun i Bulgarien.   Den ligger i regionen Kjustendil, i den västra delen av landet, 50 km söder om huvudstaden Sofia.
Obsjtina Dupnitsa delas in i:
- Balanovo
- Bistritsa
- Dzjerman
- Krajnitsi
- Samoranovo
- Tjerven breg
- Jachinovo
- Djakovo

Följande samhällen finns i Obsjtina Dupnitsa:
- Dupnitsa

I omgivningarna runt Obsjtina Dupnitsa växer i huvudsak blandskog. Runt Obsjtina Dupnitsa är det ganska tätbefolkat, med 116 invånare per kvadratkilometer.